# Tabar jezici
Tabar jezici (privatni kod: taba; tabarski jezici), malena podskupina austronezijskih jezika koji čine dio šire novoirske skupine mezomelanezijskih jezika. Obuhvaća svega (2) jezika, to su: 
- Lihirski ili lir [lih], 12.600 (2000 popis), na otoku Lihir (Niolam) i 3 manja otočića (Mali, Masahet, Mahur)
- Notsi ili nochi [ncf], 1.840 (2000 popis) na otoku Nova Irska.

Glavno naselje na otoku je Londolovit.

## Vanjske poveznice
- Ethnologue (14th)
- Ethnologue (15th)